# Polystichum delavayi
Polystichum delavayi är en träjonväxtart som först beskrevs av Christ, och fick sitt nu gällande namn av Ren-Chang Ching, Li Bing Zhang och H. S. Kung. Polystichum delavayi ingår i släktet Polystichum och familjen Dryopteridaceae. Inga underarter finns listade.